# Lukas Graham
Lukas Graham is een Deense band, bestaande uit zanger Lukas Graham Forchhammer (bijnaam: The Duke), drummer Mark Falgren (LoveStick), bassist Magnus Larsson (Magnúm) en pianist Morten Ristorp. De muziekstijl kan worden getypeerd als een mix van soul, funk, hiphop en pop. Lukas noemt het genre ook wel "ghetto pop", aangezien het verschillende genres combineert.

## Geschiedenis

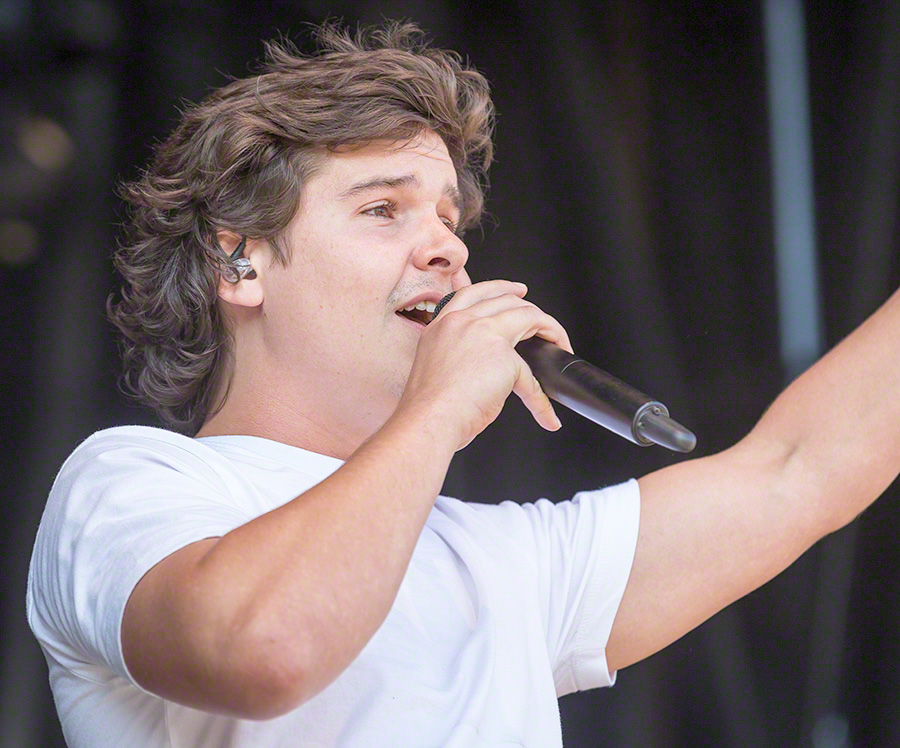
Lukas Forchhammer (2016)

### Begin (2011-2012)
De bekendheid van de band in Denemarken nam een vlucht toen ze eind 2011 twee bij Lukas thuis opgenomen filmpjes op YouTube plaatsten. Het betrof uitvoeringen van Criminal mind en Drunk in the morning. De video's werden door vrienden op Facebook gedeeld, en ze hadden al snel een paar honderdduizend views.
Lukas Graham behaalde zijn eerste commerciële succes in oktober 2011, met de release van hun eerste single. Daarvoor tekenden ze in de zomer van 2011 een platencontract bij Copenhagen Records. Hun eerste Deense tour trok meer dan 30.000 concertgangers. En dat terwijl de band nog niet eens een album had uitgebracht.

### De eerste albums

#### Deens debuutalbum
Het debuutalbum van de band, met de titel Lukas Graham, werd op 26 maart 2012 in Denemarken uitgebracht, en haalde in de eerste week na release de goudstatus. Het album werd geproduceerd, opgenomen en gemixt in de BackBone Studio. De nummers werden geschreven door Lukas Forchhammer, Stefan Forrest, Sebastian Fogh en Brandon Beal.

#### Internationale uitgave
Eind 2012 begon de band aan haar eerste buitenlandse tournee. Ze speelden meer dan 30 keer in onder andere Engeland, Duitsland, Nederland, Frankrijk, België, Zweden en Noorwegen. Op 12 november 2012 werd het album Lukas Graham in Denemarken in een internationale versie uitgebracht door Copenhagen Records, en op 23 november in Duitsland, Zwitserland en Oostenrijk door het label Island Records. Na de release stond het album direct op nummer één in de Duitse verkooplijst van iTunes. Deze heruitgave bevat twee nieuwe nummers: een live-opname van Daddy, now that you're gone (Ain't no love), opgenomen in Falconer Salen in Kopenhagen en de single Better than yourself (Criminal mind Pt. 2). Bovendien zijn de uitvoeringen van de nummers Nice guy, Drunk in the morning en Don't hurt me this way anders dan op de Deense uitgave.
Eind 2013 sloot Lukas Graham een platencontract met de Amerikaanse platenmaatschappij Warner Bros. Records.

#### Blue album
In 2015 wordt opnieuw een plaat uitgebracht met naam Lukas Graham, met dezelfde voorkant als het eerste album, maar dan met een blauwe kleurstelling. Dit album krijgt daarom de toevoeging Blue Album. Op dit album staan de hits die rond de tijd van uitkomen zijn uitgebracht, zoals 7 years en Mama said, en de hit die Lukas Graham samen met de Deense dj Rasmus Hedegaard in Scandinavië scoort: Happy home.
7 years betekende de internationale doorbraak voor Lukas Graham. Het nummer werd begin 2016 een nummer 1-hit in onder meer Nederland, Vlaanderen en het Verenigd Koninkrijk. In de Verenigde Staten bereikte de single de tweede plaats.

#### Wereldwijde uitgave
Op 1 april 2016 wordt voor het eerst een album van de band wereldwijd gereleased. Ook dit album krijgt de titel Lukas Graham, en bevat onder andere de nummers 7 years en Mama said, net als andere uitvoeringen van Happy Home en Better Than Yourself (Criminal Mind Pt. 2), die eerder op andere albums werden gereleased. Op dat moment is de band bezig met een grote tour door Noord-Amerika, die gevolgd wordt door optredens in het Verenigd Koninkrijk, Denemarken, Italië, Duitsland en België. Voor Nederland heeft Lukas Graham haar medewerking toegezegd aan de 47ste editie van het driedaagse popfestival Pinkpop, dat in juni 2016 plaatsvindt.

### Cd-hoes
De eerste vier albums hebben allemaal dezelfde naam, en op de cd-hoesjes van al deze verschillende albums staat hetzelfde schilderij. Het betreft een schilderij van de Deense schilder Lars Helweg getiteld Damen med flaskerne (de dame met de flessen). Lukas Graham zag het schilderij als hij met zijn ouders in Café Wilder in Christianshavn kwam, in Christiania in Kopenhagen. De afgebeelde vrouw is de Zweedse actrice Anita Ekberg, het schilderij is gemaakt op basis van een foto van haar uit een Playboy (tijdschrift) uit 1956. Hetzelfde schilderij werd eerder gebruikt als hoes voor de enige plaat van de Deense rockband September, Many a little, dat in 1995 uitkwam. De geschilderde borsten zijn voor Apple reden om op iTunes een uitsnede van de cover te gebruiken.

## Discografie

### Albums
| Jaar | Album                                |
| ---- | ------------------------------------ |
| 2012 | Lukas Graham                         |
| 2012 | Lukas Graham (International Version) |
| 2015 | Lukas Graham (Blue Album)            |
| 2016 | Lukas Graham                         |
| 2018 | Lukas Graham -3 (The purple Album)   |

2023 Lukas Graham - 4 (The Pink Album)

### Singles
| Jaar | Single                                      | Album                                |
| ---- | ------------------------------------------- | ------------------------------------ |
| 2011 | Ordinary Things                             | Lukas Graham                         |
| 2012 | Drunk in the Morning                        | Lukas Graham                         |
| 2012 | Criminal Mind                               | Lukas Graham                         |
| 2012 | Better Than Yourself (Criminal Mind Part 2) | Lukas Graham (International Version) |
| 2013 | Don't Hurt Me This Way                      | Lukas Graham                         |
| 2014 | Mama Said                                   | Lukas Graham (Blue Album)            |
| 2015 | Strip No More                               | Lukas Graham (Blue Album)            |
| 2015 | 7 years                                     | Lukas Graham (Blue Album)            |
| 2015 | You're Not There                            | Lukas Graham (Blue Album)            |

### Featuring artiest op singles van anderen
| Jaar | Single      | Artiest      |
| ---- | ----------- | ------------ |
| 2014 | Happy Home  | Hedegaard    |
| 2015 | Søndagsbarn | Suspekt      |
| 2016 | Golden      | Brandon Beal |

## Hitnoteringen

### Albums
| Album met eventuele hitnotering(en) in de Nederlandse Album Top 100 | Datum van verschijnen | Datum van binnenkomst | Hoogste positie | Aantal weken | Opmerkingen |
| ------------------------------------------------------------------- | --------------------- | --------------------- | --------------- | ------------ | ----------- |
| Lukas Graham (blue album)                                           | 2016                  | 09-04-2016            | 23              | 25           |             |

| Album met hitnotering(en) in de Vlaamse Ultratop 200 albums | Datum van verschijnen | Datum van binnenkomst | Hoogste positie | Aantal weken | Opmerkingen |
| ----------------------------------------------------------- | --------------------- | --------------------- | --------------- | ------------ | ----------- |
| Lukas Graham (blue album)                                   | 2016                  | 09-04-2016            | 18              | 36           |             |
| 3 (purple album)                                            | 2018                  | 03-11-2018            | 62              | 3            |             |

### Singles
| Single met eventuele hitnotering(en) in de Nederlandse Top 40 | Datum van verschijnen | Datum van binnenkomst | Hoogste positie | Aantal weken | Opmerkingen                              |
| ------------------------------------------------------------- | --------------------- | --------------------- | --------------- | ------------ | ---------------------------------------- |
| 7 years                                                       | 2015                  | 05-12-2015            | 1(2wk)          | 26           | Nr. 3 in de Single Top 100 / Alarmschijf |
| Mama said                                                     | 2014                  | 11-06-2016            | tip5            | -            |                                          |
| You're not there                                              | 2017                  | 28-01-2017            | tip13           | -            |                                          |
| Love someone                                                  | 2018                  | -                     |                 |              | Nr. 62 in de Single Top 100              |
| Most people                                                   | 2021                  | 18-12-2021            | tip25*          |              | met R3HAB                                |

| Single met hitnotering(en) in de Vlaamse Ultratop 50 | Datum van verschijnen | Datum van binnenkomst | Hoogste positie | Aantal weken | Opmerkingen |
| ---------------------------------------------------- | --------------------- | --------------------- | --------------- | ------------ | ----------- |
| 7 years                                              | 2015                  | 02-01-2016            | 1(10wk)         | 27           |             |
| Mama said                                            | 2014                  | 11-06-2016            | 22              | 16           |             |
| You're not there                                     | 2016                  | 29-10-2016            | tip6            | -            |             |
| Drunk in the morning                                 | 2012                  | 11-03-2017            | tip             | -            |             |
| Love someone                                         | 2018                  | 08-12-2018            | 27              | 10           |             |

### NPO Radio 2 Top 2000
| Nummer met noteringen in de NPO Radio 2 Top 2000 | '16 | '17  | '18  | '19  | '20  | '21  | '22  | '23  | '24  |
| ------------------------------------------------ | --- | ---- | ---- | ---- | ---- | ---- | ---- | ---- | ---- |
| 7 Years                                          | 880 | 1510 | 1671 | 1820 | 1960 | 1545 | 1471 | 1482 | 1413 |

1. ↑  Een vetgedrukt getal geeft de hoogste notering aan.
2. ↑  2016 was het eerste jaar met een notering voor dit nummer.